# مولاتو
مولاتو (به اسپانیایی: Mulato) در مستعمرات اسپانیا، به کسی گفته می‌شد که دورگه باشد؛ به این معنی که پدر یا مادر او سفیدپوست «اسپانیایی» و دیگری سیاه‌پوست باشد. (فردی با اصل و نسب مخلوط سیاه و سفیدپوست).
گفته می‌شود که واژه مولاتو از واژه مولا (Mula) در زبان اسپانیایی و زبان پرتغالی که برگردان آن در فارسی قاطر است، می‌باشد.

## سیستم نژادی مستعمرات اسپانیا
| میگل کابررا ۱۷۶۳ میلادی | ناشناس (موزهٔ بیریناتو) | آندرس د ایزلاس ۱۷۷۴ میلادی |
| 1. از اسپانیایی با سرخ‌پوست؛ مستیزو. 2. از اسپانیایی با مستیزو؛ کاستا. 3. از اسپانیایی با کاستا؛ اسپانیایی. 4. از اسپانیایی با آفریقایی؛ مولاتو. 5. از اسپانیایی با مولاتو؛ موریسکو. 6. از اسپانیایی با موریسکو؛ آلبینو. 7. از اسپانیایی با آلبینو؛ تورنا اتراس. 8. از اسپانیایی با تورنا اتراس؛ تنته ان ال آیره. 9. از آفریقایی با سرخ‌پوست؛ چینو کامبوخو. 10. از چینو کامبوخو با سرخ‌پوست؛ لوبو. 11. از لوبو با سرخ‌پوست؛ آلباراسادو. 12. از آلباراسادو با مستیزو؛ بارسینو. 13. از سرخ‌پوست با بارسینو؛ سامبویگوا. 14. از کاستا با مستیزو؛ چامیسو. 15. از مستیزو با سرخ‌پوست؛ کویوته. 16. سرخ‌پوستان بی‌دین | 1. از اسپانیایی با سرخ‌پوست؛ مستیزو. 2. از مستیزو با اسپانیایی؛ کاستا. 3. از کاستا با اسپانیایی؛ اسپانیایی. 4. از اسپانیایی با آفریقایی؛ مولاتو. 5. از مولاتو با اسپانیایی؛ موریسکو. 6. از موریسکو با اسپانیایی؛ چینو. 7. از چینو با سرخ‌پوست؛ سالتااتراس. 8. از سالتااتراس با مولاتو؛ لوبو. 9. از لوبو با چینو؛ خیبارو. 10. از خیبارو با مولاتو؛ آلباراسادو. 11. از آلباراسادو با آفریقایی؛ کامبوخو 12. از کامبوخو با سرخ‌پوست؛ سامبیاگا. 13. از سامبیاگا با لوبو؛ کالپملاتو. 14. از کالپملاتو با کامبوخو؛ تنته ان ال آیره 15. از تنته ان ال آیره با مولاتو؛ نو ته انتیندو. 16. از نو ته انتیندو با سرخ‌پوست؛ تورنا اتراس. | 1. از اسپانیایی با سرخ‌پوست؛ مستیزو. 2. از اسپانیایی با مستیزو؛ کاستا. 3. از کاستا با اسپانیایی؛ اسپانیایی. 4. از اسپانیایی با آفریقایی؛ مولاتو. 5. از اسپانیایی با مولاتو؛ موریسکو. 6. از اسپانیایی با موریسکو؛ آلبینو. 7. از اسپانیایی با آلبینو؛ تورنا اتراس. 8. از سرخ‌پوست با آفریقایی؛ لوبو. 9. از سرخ‌پوست با مستیزو؛ کویوته. 10. از لوبو با آفریقایی؛ چینو. 11. از چینو با سرخ‌پوست؛ کامبوخو. 12. از کامبوخو با سرخ‌پوست؛ تنته ان ال آیره. 13. از تنته ان ال آیره با مولاتو؛ آلباراسادو. 14. از آلباراسادو با سرخ‌پوست؛ بارسینو. 15. از بارسینو با کامبوخو؛ کالپملاتو. 16. سرخپوستان وحشی «چیچیمکا» |